# Rue du Bélier
La rue du Bélier est une rue voie du quartier de Perrache dans le 2e arrondissement de Lyon, en France. Elle relie le quai Perrache le long du Rhône et le cours de Verdun. Elle est située au sud de la Presqu'île de Lyon à proximité de la gare de Perrache. Elle est traversée par la rue Delandine qui longe la célèbre Brasserie Georges.

## Nom
Le nom de la rue viendrait de pièces hydrauliques laissées sur place par des entreprises qui ont fait des travaux dans le quartier.